# つくえの上のパンくず
机の上のパンくず（つくえのうえのパンくず、ドイツ語: Die Brosamen auf dem Tisch、KHM 190）は、『グリム童話』に収録されている作品である。

## あらすじ
ある時、おんどりがめんどりたちに言った。
「今のうちに、つくえの上にあがって、パンくずをお食べよ。おかみさんはお出かけだ。」
めんどりたちはこたえて、「とんでもない！おかみさんが怒るったら！」
しかしおんどりは「平気だよ、今のうちだもの。それにそんなに悪いことなもんか」
「いやだいやだ、そんなとこに乗らないよ」
でもおんどりがあんまり言うので、めんどりたちはしぶしぶと、つくえの上のパンくずを食べた。
するとそこへ戻ってきたおかみさん、これをみつけるなり、棒をふりまわしてめんどりたちを叩きだした。こっぴどくやられたのもいたもんだ。
家の外へ逃げてきためんどりたちは、「コッコッコッこんなことだと思ったよ！」
おんどりは笑いながら「オッオッオッおんどりはしらないよ」
そういって、ようやくみんなで帰っていった。